# Pinirampus pirinampu
Pinirampus pirinampu, também conhecido como o piranambu ou barbado-branco, é uma espécie de peixe sul-americano de água doce.